# The Best Man Wins (film, 1911)
Pour les articles homonymes, voir The Best Man Wins.
Pour plus de détails, voir Fiche technique et Distribution.
The Best Man Wins est un film muet américain réalisé par Tom Ricketts et sorti en 1911.

## Synopsis
Un homme de l'Est remporte un concours dont le prix est la fille de son choix...

## Fiche technique
- Titre : The Best Man Wins
- Réalisation : Tom Ricketts
- Scénario : Tom Ricketts
- Photographie :
- Montage :
- Producteur : David Horsley
- Société de production : Nestor Film Company
- Société de distribution : Motion Picture Distributors and Sales Company
- Pays d'origine :  États-Unis
- Langue : film muet avec les intertitres en anglais
- Format : Noir et blanc — 35 mm — 1,33:1 — Muet
- Genre : Comédie
- Durée : 9 minutes
- Dates de sortie : 
  -  États-Unis : 25 décembre 1911

## Distribution
- Harold Lockwood : Harold
- Dorothy Davenport : Dotty
- Russell Bassett : Russell
- Alice Davenport : Mrs Russell
- Gordon Sackville : Gordon
- Victoria Forde